# Эскадренные миноносцы типа «Хацуюки»
Эскадренные миноносцы типа «Хацуюки» (яп. はつゆき型護衛艦 хацуюки-ката-гоэйкан) — тип эскадренных миноносцев, состоящий на вооружении Морских Сил Самообороны Японии. Эсминцы типа «Хацуюки» являются дальнейшим развитием эскадренных миноносцев типа «Ямагумо». Основной задачей кораблей этого типа является противолодочная оборона.

## Особенности
Классификация кораблей этого типа как эсминцев несколько некорректна. По водоизмещению и боевым возможностям он попадает в категорию фрегатов.
Этот тип кораблей стал принципиальным шагом в развитии послевоенного японского флота благодаря следующим особенностям:
Комбинированная установка типа COGOG
Это были первые в японском флоте полностью газотурбинные боевые корабли. Двигательная установка состоит из двух турбин экономического хода Kawasaki-Rolls-Royce Tyne RM1C и двух турбин полного хода Kawasaki-Rolls-Royce Olympus TM3B.
Интегрированная БИУС
На кораблях этого типа впервые применена концепция интегрированной системы управления кораблём. Основной системы управления является боевая система обработки данных (англ. Tactical Data Processing System, TDPS) OYQ-5, которая состоит из компьютера AN/UYK-20 и пяти рабочих станций OJ-194B. Система связи Link-14 позволяет автоматически передавать и получать данные от других аналогичных систем.
Ракетные системы ПВО и ПЛО
Эсминцы типа «Хацуюки» стали первыми кораблями японского флота, оснащёнными зенитной  системой RIM-7 Sea Sparrow и противокорабельными ракетами «Гарпун». ЗРК «Си Спарроу» использовал систему управления оружием FCS-2 японского производства и 8-контейнерную пусковую установку Mk29 в кормовой части корабля.
Палубный вертолёт
Эсминцы типа «Хацуюки» стали первыми кораблями японского флота, оснащёнными палубным вертолётом. На них базировались противолодочные вертолёты Sikorsky HSS-2B Sea King. Благодаря системе захвата вертолёты могли совершать посадку в очень сложных погодных условиях.
В 1982—1996 корабли этого типа (начиная с DD-123 «Сираюки») были оснащены ЗАК «Фаланкс». DD-130 «Мацуюки» в 1990 году и DD-122 «Хацуюки» были оснащены буксируемой ГАС. Начиная с DD-129 надстройки из алюминиевых сплавов были заменены стальными конструкциями, что повлекло увеличение стандартного водоизмещения на 100 т.
«Хацуюки» и «Сираюки» унаследовали имена от эсминцев Второй мировой войны.
DD-133 «Симаюки» 18 марта 1999 года преобразован в учебный корабль.

## Состав серии
| Номер          | Название                                   | Заложен    | Спущен     | В строю    | Списан     | Порт приписки |
| -------------- | ------------------------------------------ | ---------- | ---------- | ---------- | ---------- | ------------- |
| DD-122         | Хацуюки (яп. はつゆき «Первый снег»)       | 14.03.1979 | 07.11.1980 | 23.03.1982 | 25.10.2010 | Йокосука      |
| DD-123 TV-3517 | Сираюки (яп. しらゆき «Чистый снег»)       | 03.12.1979 | 04.08.1981 | 08.02.1982 | 27.04.2016 | Йокосука      |
| DD-124         | Минэюки (яп. みねゆき «Снег на вершине»)   | 07.05.1981 | 19.10.1982 | 26.01.1984 | 07.03.2013 | Майдзуру      |
| DD-125         | Саваюки (яп. さわゆき «Снег на болоте»)    | 22.04.1981 | 21.06.1982 | 15.02.1984 | 01.04.2013 | Йокосука      |
| DD-126         | Хамаюки (яп. はまゆき «Снег на пляже»)     | 04.02.1981 | 27.05.1982 | 18.11.1983 | 14.03.2012 | Майдзуру      |
| DD-127         | Исоюки (яп. いそゆき «Снег над заливом»)   | 20.04.1982 | 19.09.1983 | 23.01.1985 | 13.03.2014 | Сасебо        |
| DD-128         | Харуюки (яп. はるゆき «Мелкий снег»)       | 11.03.1982 | 06.09.1983 | 14.03.1985 | 13.03.2014 | Сасебо        |
| DD-129 TV-3519 | Ямаюки (яп. やまゆき «Горный снег»)        | 25.02.1983 | 10.07.1984 | 03.12.1985 | 19.03.2020 | Куре          |
| DD-130         | Мацуюки (яп. まつゆき «Снег на сосне»)     | 07.04.1983 | 25.10.1984 | 19.03.1986 | 07.04.2021 | Куре          |
| DD-131 TV-3518 | Сэтоюки (яп. せとゆき «Снег над проливом») | 26.01.1984 | 03.07.1985 | 11.12.1986 | 24.12.2021 | Куре          |
| DD-132         | Асаюки (яп. あさゆき «Утренний снег»)      | 22.12.1983 | 16.10.1985 | 20.02.1987 | 16.11.2020 | Сасебо        |
| DD-133 TV-3513 | Симаюки (яп. しまゆき «Снег на острове»)   | 08.05.1984 | 29.01.1986 | 17.02.1987 | 19.03.2021 | Куре          |